# SED-дисплей
SED-дисплей (англ. Surface conduction electron Emitter display) — дисплей с электронной эмиссией за счёт поверхностной проводимости. Название SED используется компаниями Canon и Toshiba. Аналогичные дисплеи, создаваемые компаниями Sony и AU Optronics, носят название «FED-дисплей».

## Описание
Основой для SED послужил принцип работы обычного кинескопа. Электронно-лучевая пушка генерирует поток электронов, падающий на экран — покрытую люминофором поверхность. Под «электронной» бомбардировкой люминофор светится. Отклоняемый магнитными полями, поток электронов «обегает» (сканирует) построчно все точки экрана. Таким образом создается кадр. Это самое слабое место ЭЛТ-телевизора. Для эффективного управления потоком-лучом требуется значительное пространство, отчего кинескопы громоздки и тяжеловесны.
Технология SED лишена этого недостатка. Дисплей состоит из двух стеклянных панелей. От одного стекла до другого — несколько миллиметров. На одной панели нанесены излучатели электронов — мини-аналоги электронно-лучевой пушки, на противоположной — люминофор, аналогичный используемому в обычных ЭЛТ. В отличие от обычного кинескопа, каждому пикселю соответствует электронный излучатель, отдельный для каждого из трех цветов — красного, зелёного, синего.
Поэтому экран не нуждается в едином потоке электронов, «обегающем» экран, что позволяет существенно сэкономить длину (глубину) «кинескопа». В планировавшихся к выпуску дисплеях с разрешением 1920×1080 (Full HD) таких излучателей — более 6 миллионов.
Ещё одно достоинство SED — отсутствие «развертки» как таковой. Изображение создается на экране целиком, по кадру за раз. Потенциал телевизора — до 60 обновлений экрана в секунду. SED наделен всеми преимуществами настоящего ЭЛТ-дисплея — сочным, красочным изображением, отличным отображением чёрного (с чем имеют проблемы LCD) и контрастностью до 100 000:1. Благодаря особенностям технологии время отклика достигает 1 мс. Углы обзоры SED достигают теоретического максимума в 180°, поскольку свет не проецируется сквозь экран, а экран сам служит источником света.
Несмотря на указанные достоинства, производство LCD-панелей оказалось экономически более выгодным, и к 2010 году Toshiba, Canon и Sony полностью свернули разработки в области SED.